# 千葉県がん患者大集合
千葉県がん患者大集合（ちばけんがんかんじゃだいしゅうごう）とは、がん対策基本法の施行を受け、がん患者団体らが実行委員会を組織、医療関係者とその患者・その家族、行政を一堂に会し、県の医療について考える患者参加型のシンポジウム。

## 概要
2007年4月施行のがん対策基本法を受け、2008年3月、「ちからをあわせてがんにうち克つちば」を基本理念とした「千葉県がん対策推進計画」が策定。県民、がん患者とその家族、そして関係者や行政が協力して、計画に基づく具体的ながん対策を推進することが求められた。がんになっても、安心して療養し、納得した医療を受けられるとともに、その人らしい生活を送ることができる社会の実現を目指し、県内10のがん患者団体が中心となり実行委員会を組織、千葉県がんセンターの竜崇正センター長や千葉県医師会の協力を得て、2008年9月14日に第一回シンポジウムを行った。初代実行委員長はあけぼの千葉会長の齋藤とし子。第二回シンポジウムは、「最善のがん医療を受けるために」をテーマとして、がん診療連携拠点病院と患者力に焦点をあわせた。実行委員長はNPO法人パンキャンジャパン事務局長の眞島喜幸。第三回の開催は、2010年9月5日（日）シンポジウムのテーマは、「がん医療の現実と理想」。実行委員長は、「アイビー千葉」（旧団体名：あけぼの千葉）代表でもある齋藤とし子。2013年度実行委員長は、金井弘子。

## シンポジウムの内容

### 2008年度
- 特別セミナー 「抗がん剤の副作用対策について」
- Session1「がん医療の政策を知る～がん対策基本法と他県のがん対策推進計画」埴岡健一(日本医療政策機構理事)
- Session2「がん医療について語る～標準治療・先端治療・緩和医療」 竜崇正 (千葉県がんセンター長)
- Session3 会場参加型シンポジウム「千葉県のがん医療を考える」
  - ファリシリテーター 和田ちひろ (いいなステーション)
  - シンポジスト 樋口明子(がんの子供を守る会) 小倉恒子(乳がん体験者、国保松戸市立病院医師） 土田直子（支えあう会「α」、大腸がん・乳がん体験者）
- Session4「千葉県のがん医療を語る～千葉県がん対策推進計画について」山本尚子 (千葉県健康福祉部理事)

### 2009年度
～ 最善のがん医療を受けるために ～
- 特別セミナー 「抗がん剤の最前線」千葉大学呼吸器内科准教授　滝口裕一
- Session1「がん医療のこれからについて」千葉県がんセンター長　中川原 章
- Session2「最高のがん医療をうけるための患者学」ＭＤアンダーソンがんセンター 上野直人
- Session3 「千葉県がん診療連携拠点病院について」(会場参加型シンポジウム)
  - ファリシリテーター　いいなステーション代表　和田ちひろ
  - シンポジスト　千葉県がんセンター患者相談支援センター　野田真由美／千葉大学医学部付属病院　地域連携部　青柳純子／成田赤十字病院医療福祉相談室　浅野慎治／船橋市立医療センター　緩和ケア内科　野本靖史／医療法人鉄蕉会亀田総合病院地域医療支援部　小野沢 滋／東京慈恵医科大学付属柏病院　がん相談支援センター　板垣伸子／千葉県健康づくり支援課　課長　山崎晋一郎／千葉県がん患者団体連絡協議会会長　齋藤とし子
- Session4「がん患者体験発表」本村幸広／篠田省輔

### 2010年度
～ がん医療の現実と理想 ～
- 特別セミナー「重粒子線がん治療」独立行政法人 重粒子医科学センター長　鎌田正
- 「がん難民を作らない地域医療連携とは」ファシリテーター　いいなステーション代表　和田ちひろ
- Session1「がんになってよかった！と思い込む？」脳外科 緩和ケア医　冨田伸

　　　　　　　　 「胸腺がんと歩む医師」窪田伸矢
- Session2「4年目を迎えたがん対策：全国の状況」がん政策情報センター　長埴岡健一
- Session3「がん患者意識調査の結果報告」千葉県健康づくり支援課長　山崎晋一郎
- Session4「患者中心の地域チーム医療を目指して」千葉県がんセンター地域連携室長　浜野公明
- Session5「安心して地域に戻ろう」コスモクリニック院長　押田恵子／同 看護師石井典江
- Session6「地域における薬剤師の取り組み」千葉県薬剤師会副会長　眞鍋知史
- Session7「ギター弾き語り」シンガーソングライター　松尾貴臣

### 2011年度
～ あなたが選ぶがん医療 ～
- 特別セミナー「放射線とがんについて考える」独立行政法人 重粒子医学総合研究所　発達期被ばく影響研究プログラムプログラムリーダー　島田義也
- Session1「患者と医療者のコミュニケーション」-「患者と主治医の立場から患者の立場から」
  - 「患者の立場から」私たちの闘病　患者ご本人 長岡和則
  - 「主治医の立場から」 あるがん治療医の考えていること　千葉県がんセンター　整形外科医師　岩田慎太郎
- Session2「抗がん剤治療と臨床試験」国立がん研究センター東病院　臨床研究開発センター　長大津 敦
- Session3「がんになったら手に取るガイド(患者必携)をご存知ですか?」国立がん研究センター　がん対策情報センター　　渡邊清高
- Session4「あなたが選ぶがん医療」心のケア・治療・お金・仕事についていっしょに考えましょう!
  - ファシリテーター：いいなステーション代表　和田ちひろ
  - パネリスト　長岡和則 ・ 岩田慎太郎 ・ 大津 敦 ・ 渡邊清高 ・ 秋月信哉 ・ 坂本はと恵

Session5「津軽三味線演奏」-津軽じょんがら節、津軽あいや節、津軽小原節　他-　津軽三味線奏者　中村春子

### 2012年度
～ともに考えよう! がんの痛み ～
- Session1「社会的な痛み」NPO法人 HOPEプロジェクト　理事　桜井 なおみ
- Session2「体の痛み」聖隷佐倉市民病院　緩和医療科　主任医長　村上 敏史
- Session3「心の痛み」千葉県がんセンター　精神腫瘍科　部長　秋月 伸哉
- Session4 パネルディスカッション(会場参加型シンポジウム)桜井 なおみ／村上 敏史／秋月 伸哉　他
  - モデレーター　NPO法人支えあう会α　野田 真由美

### 2013年度
- 千葉県がん患者大集合20139月8日(日)開催